# Yauheni Zalaty
Yauheni Zalaty (Krasnapollye, 9 de setembro de 1999) é um remador bielorrusso.

## Carreira
Ele ganhou uma medalha de prata no Campeonato Mundial Júnior de Remo de 2017 em Trakai. Ele venceu a final B do Campeonato Mundial de Remo de 2023 no skiff individual masculino. Ele ganhou o bronze no skiff individual na Copa do Mundo de Remo II de 2024 em Lucerna.
Nos Jogos Olímpicos de Verão de 2024, em Paris, conquistou a medalha de prata na prova de skiff simples masculino com o tempo de 6:42.96 como Atleta Individual Neutro.
Em 17 de setembro de 2024, Zalaty, juntamente com outros funcionários do Estado, incluindo militares, compareceu à cerimônia oficial no Palácio da Independência, onde recebeu prêmios estaduais do presidente bielorrusso, Aleksandr Lukashenko.